# Erstwhile Records
Erstwhile Records is een onafhankelijke avantgarde platenmaatschappij uit New York. Het label brengt voornamelijk EAI (muziek) (ook wel 'eai', 'Electro-acoustic improvisation', 'Electronic-acoustic improvisation' of 'taomud') uit. Erstwhile is gesticht  in 1999, door Jon Abbey. De muziekstijl die het label uitgeeft heeft kenmerken van het Japanse onkyo, noise, soundscapes en van vrije improvisatie.
Muzikanten die voor het label hebben opgenomen zijn onder anderen Keith Rowe, Günter Müller, Otomo Yoshihide, Fennesz, Burkhard Stangl, Sachiko M, Thomas Lehn, Axel Dörner, Cor Fuhler, Yoshihide Otomo en Toshimara Nakumura. 
Een toegankelijk inleiding in het Engels kan gevonden worden in de recensie van Dan Warburton van AMPLIFY02: Balance.